# Katie Couric
Katherine Anne Couric (Arlington, Virginia, 7 januari 1957) is een Amerikaans journaliste, presentatrice en auteur. Ze werkt als correspondent voor ABC News, met bijdragen voor ABC World News, Nightline, 20/20, Good Morning America, This Week en voor primetime nieuwsspecials. Van 1991 tot 2006 presenteerde ze het ochtendprogramma Today, maar na vijftien jaar verliet ze het programma om de eerste vrouwelijke presentator van het CBS Evening News te worden, een dagelijkse avondnieuwsuitzending van de Amerikaanse televisiezender CBS. Na vijf jaar stopte ze bij het programma.
Vanaf 10 september 2012 tot 2014 presenteerde Couric Katie, een gesyndiceerd praatprogramma door Disney-ABC Domestic Television.  Van 2014 tot 2017 presenteerde ze bij de nieuwszender Yahoo! News.
Tijdens de opening van de Olympische Winterspelen 2018 twitterde ze dat Nederlanders schaatsend naar hun werk gaan, iets wat gelijk viral ging.